# ダニー飯田とパラダイス・キング
ダニー飯田とパラダイスキング（ダニーいいだとパラダイスキング）は、1950年代後半から1990年代末まで活動したバンドグループ。リーダーはダニー飯田。愛称は「パラキン」。

## 来歴
1955年に結成。当初のグループ名は「ダニー飯田とパラダイス・ハーモニー」で、ハワイアンソング中心だった。翌年に「ダニー飯田とパラダイス・キング」に改名。その後もハワイアンバンドとして活動していたが、1958年頃からロックバンドになっていく。また、洋楽を訳詞する「訳詞ポップス」を築き上げた。
1957年に水原弘や石川進がボーカルとして参加。翌年水原がソロ歌手になるために脱退し坂本九が加入。当初は米軍キャンプでの活動が多かったが、日劇ウェスタンカーニバルに出演するようになり、徐々に人気が高まってくる。
1959年9月に、ビクターレコードからアルバム『ジュークボックスで逢いましょう』でレコードデビュー。同年10月に発売されたシングル「題名のない唄だけど」で坂本九がボーカルデビューするが、ヒットはしなかった。
その後東芝レコードに移籍。1960年8月発売の移籍後第一弾シングル『悲しき六十才』が10万枚を超える大ヒットとなる。続けて10月に『ビキニスタイルのお嬢さん／ステキなタイミング』をリリース。こちらも大ヒットした。しかし、坂本は『上を向いて歩こう』がヒットした頃からソロでの活動が多くなり、1961年に独立した。
次いで1962年に石川進も独立。それに代わって九重佑三子が加入。同年大晦日に開催された第13回NHK紅白歌合戦に『グッドバイ・ジョー』で初出演。1963年2月に九重をボーカルに起用した『シェリー』が大ヒットする。また、その1年後には『ワシントン広場の夜は更けて』をリリース。こちらも大ヒットしたが、1964年、赤木良輔の加入と前後して九重が独立。1965年に赤木と入れ替わりに富松千代志が加入。1966年には富松が独立し、唱田久美子が加入。同年東芝から日本クラウンに移籍。
また、坂本九や富松千代志のソロの曲の演奏やコーラスを担当することもあった。（例/「花咲く街角」「勉強のチャチャチャ」等）
その後、幾度かのメンバーチェンジを経ながら活動を続けていたが、リーダーのダニー飯田が1999年に腎不全のため死去（享年65）により解散。ただし、その後も解散時の主要メンバーを中心に時折パラダイスキング名義の活動を行っていた。

## 主なメンバー（途中で脱退した人物も含む）
（＊は故人）
- ダニー飯田（スティール・ギター）＊
- 佐野修（ボーカル、ギター）＊ 一時期、佐野幹智夫名義でも活動。ダニーと共に結成から解散まで所属。ダニー死後のパラキン名義での活動にも参加。
- 上野保夫（ギター、ボーカル）
- 川合洋次（ドラムス）
- 寺沢武（ベース、ボーカル）
- 増田多夢（ボーカル、ウクレレ、タロパッチ、ピアノ）＊　1957年～75年在籍。1991年死去[3]。一時期、増田丈二名義でも活動。
- 水原弘（ボーカル、ウクレレ）＊
- 石田智（ベース）＊
- 石川進（ボーカル）＊
- ジョージ大塚（ドラムス）＊
- 坂本九（ボーカル）＊
- 国宗可和（ドラムス）
- 九重佑三子（ボーカル）
- 赤木良輔（ボーカル）
- 富松千代志（ボーカル）
- 十田敬三（ボーカル、ギター）
- 唱田久美子（ボーカル）
- 風見博（ボーカル）
- 太田収（ドラムス）
- 栗原秀雄（ベース、ボーカル）
- 清水章史（ギター、パーカッション）
- 梅谷佳代(麻田梨加)（ボーカル、パーカッション）
- 吉本暁弘（ボーカル、パーカッション）
- 田口義治（ドラムス）
- 浅川進（ギター、ボーカル）
- 清水昭策（ボーカル）
- 大島輝三（ドラムス）
- 森敬司（ベース、ボーカル）
- 安田一平（ギター、ボーカル）
- 小林政明（ベース、ボーカル）
- 川上順一（ギター）
- 小山嵩展（ボーカル）
- 斎藤晴久（ドラムス）
- 早見龍人（ボーカル）
- 天瑞山泰三（ギター）
- 梅本敏之（ギター、ボーカル）
- 上西亨太郎（ベース、ボーカル）
- 天満久（ドラムス）
- 麻見和也（ボーカル）
- 佐藤明彦（ベース）

また、短期間ではあるがジェリー藤尾も在籍していた。

## 作品

### シングル
| 発売日                            | 品番             | メインボーカル      | 面               | タイトル                                      | 作詞                                  | 作曲                     | 編曲             | 備考 |
| ビクターレコード                  | ビクターレコード | ビクターレコード    | ビクターレコード | ビクターレコード                              | ビクターレコード                      | ビクターレコード         | ビクターレコード | ビクターレコード |
| --------------------------------- | ---------------- | ------------------- | ---------------- | --------------------------------------------- | ------------------------------------- | ------------------------ | ---------------- | --- |
| 1959年10月5日                     | VS-256           | 増田多夢            | A                | 何もいらない俺だけど                          | ダニー飯田                            | ダニー飯田               | ダニー飯田       | |
| 1959年10月5日                     | VS-256           | 坂本九              | B                | 題名のない歌だけど                            | ダニー飯田                            | ダニー飯田               | ダニー飯田       | |
| 東芝レコード                      |                  |                     |                  |                                               |                                       |                          |                  | |
| 1960年8月                         | JP-5043          | 坂本九              | A                | 悲しき六十才（ムスターファ）                  | 訳：青島幸男                          | アザム・バークレィ       | ダニー飯田       | ダリオ・モレノやボブ・アザムらが歌ってヒットした「ヤ・ムスターファ」のカバー。後に、日本航空123便墜落事故の慰霊式における鎮魂曲となる。           |
| 1960年8月                         | JP-5043          | 佐野修              | B                | 恋のホームタウン                              | 訳：みナみカズみ                      | ダンパ〜ゴーチ           | ダニー飯田       | 坂本九もヨーデルのみで参加。 |
| 1960年10月                        | JP-5051          | 石川進              | A                | ビキニスタイルのお嬢さん                      | 訳：岩谷時子                          | ポクリス                 | ダニー飯田       | 坂本九もバックコーラスと曲中の台詞を担当。 |
| 1960年10月                        | JP-5051          | 坂本九              | B                | ステキなタイミング                            | 訳：漣健児                            | ドピアス〜バラード       | ダニー飯田       | ジミー・ジョーンズの「Good Timin'」のカバー。 A面をはるかに凌ぐ大ヒット。                                                                         |
| 1960年12月                        | JP-5054          | 石川進 増田多夢     | A                | 遥かなるアラモ                                | 訳：みナみカズみ                      | デミトリオ・ティオムキン | ダニー飯田       | |
| 1960年12月                        | JP-5054          | 坂本九              | B                | 夢のナポリターナ                              | 訳：岩谷時子                          | ダンパ〜ゴーチ           | ダニー飯田       | 原曲はイタリアで歌唱されていた歌。 ザ・ピーナッツ、西田佐知子、松島トモ子、島田マリとの競作。ただし歌詞違いであるため完全な競作とはなっていない。 |
| 1961年1月16日                     | JP-5056          | 坂本九              | A                | 砂漠の恋の物語                                | 訳：青島幸男                          | M・バルウィン            | ダニー飯田       | |
| 1961年1月16日                     | JP-5056          | 坂本九              | B                | G.Iブルース                                   | 訳：みナみカズみ                      | R・ベネット              | ダニー飯田       | エルヴィス・プレスリーのヒット曲のカバー。 佐々木功、かまやつヒロシとの競作。ただし歌詞違いであるため完全な競作とはなっていない。                 |
| 1961年3月                         | JP-5058          | 坂本九              | A                | 九ちゃんのズンタタッタ （聞いちゃいけないよ） | 青島幸男                              | 青島幸男                 | ダニー飯田       | |
| 1961年3月                         | JP-5058          | 石川進              | B                | それが悩みさ                                  | 青島幸男                              | 青島幸男                 | ダニー飯田       | |
| 1961年4月                         | JP-5063          | 森山加代子          |                  | ボーイ・ハント                                | 訳：奥山                              | ニール・セダカ           | ダニー飯田       | MGM映画『ボーイ・ハント』主題歌。 |
| 1961年6月                         | JP-5065          | 坂本九              | A                | カレンダーガール                              | 訳：星加ルミ子                        | ウォルシュ               | ダニー飯田       | ニール・セダカのヒット曲のカバー。 スリー・グレイセス、ミッキー・カーチスとの競作。ただし歌詞違いであるため完全な競作とはなっていない。           |
| 1961年6月                         | JP-5065          | 佐野修              | B                | 悲しきあしおと                                | 訳：みナみカズみ                      | H・ハンター              | ダニー飯田       | |
| 1961年3月                         | JP-5069          | 坂本九              | A                | 月夜に歩けば                                  | 訳：渡舟人                            | ウォルシュ               | ダニー飯田       | |
| 1961年3月                         | JP-5069          | 坂本九              | B                | おんぼろ汽車ポッポ                            | 訳：漣健児                            | ボビー・ダーリン         | ダニー飯田       | |
| 1961年7月                         | JP-5072          | 増田多夢            | A                | パラキンのスクスク                            |                                       |                          |                  | |
| 1961年7月                         | JP-5072          | 増田多夢            | B                | アパッチ                                      |                                       |                          |                  | |
| 1961年7月                         | JP-5070          | 森山加代子          | A                | ポケット・トランジスタ                        | 訳：漣健児                            | Jack Keller Larry Kolber | ダニー飯田       | Alma Cogan「Just Couldn't Resist Her With Her Pocket Transistor」のカバー。飯田久彦との競作。                                                     |
| 1961年7月                         | JP-5070          | 森山加代子          | B                | 可愛いいめんどりが歌った                      | 毛利忠義                              | 中村八大                 | 中村八大         | |
| 1961年10月                        | JP-5074          | 坂本九              | A                | 九ちゃん音頭 （それが浮世と云うものさ）       | 青島幸男                              | ダニー飯田               | ダニー飯田       | 松竹映画『九ちゃん音頭』主題歌。 レコードジャケットが途中で変更された（変更日は不明）。                                                           |
| 1961年10月                        | JP-5074          | 坂本九              | B                | 何処かで誰かが                                | 菅沼定憲                              | ダニー飯田               | 半間厳一         | |
| 1961年12月                        | JP-5077          | 坂本九              | A                | モデル・ガール                                | 訳：みナみカズみ                      | エドワード               | 中村八大         | |
| 1961年12月                        | JP-5077          | 佐野修              | B                | 16個の角砂糖                                  | 渡舟人                                | Jack Keller              | ダニー飯田       | |
| 1961年11月                        | JP-5086          | 坂本九              | A                | 九ちゃんのジングルベル                        | 訳：ホセ・しばさき                    | J. マークス              | ダニー飯田       | |
| 1961年11月                        | JP-5086          | 坂本九              | B                | 赤鼻のトナカイ                                | 新井宣夫                              | Jack Keller              | ダニー飯田       | |
| 1961年11月                        | JP-5091          | 佐野修              | A                | 電話でキッス                                  | レナード・ ウィトカップ 訳：漣健児    | アール・ウィルソン       |                  | ポール・アンカ"Kissin' On The Phone"のカバー |
| 1961年11月                        | JP-5091          | 佐野修              | B                | ウォーク・オン・ボーイ                        |                                       |                          |                  | |
| 1962年5月                         | JP-5117          | 石川進              | A                | たいこもちソング                              | 前田武彦                              | ダニー飯田               | ダニー飯田       | |
| 1962年5月                         | JP-5117          | 佐野修              | B                | 元気出せジャック                              | パーシー・メイフィールド 訳：渡舟人   | パーシー・メイフィールド | ダニー飯田       | |
| 1962年7月                         | JP-5134          | 佐野修              | A                | キッスでまたね （ワン・ラスト・キス）         |                                       |                          |                  | |
| 1962年7月                         | JP-5134          | 佐野修              | B                | 可愛いティーズ                                |                                       |                          |                  | |
| 1963年2月                         | JP-5178          | 九重佑三子 佐野修   | A                | シェリー                                      | ボブ・ゴーディオ 訳：漣健児           | ボブ・ゴーディオ         |                  | ザ・フォー・シーズンズ「シェリー」のカバー。 |
| 1963年2月                         | JP-5178          | 佐野修              | B                | ブルージンのヴィーナス                        |                                       |                          |                  | |
| 1963年5月                         | JP-5200          | 九重佑三子          | A                | 恋はやせがまん                                |                                       |                          |                  | |
| 1963年5月                         | JP-5200          | 九重佑三子          | B                | 可愛いチキティーナ                            |                                       |                          |                  | |
| 1963年6月                         | JP-1581          | 坂本九              | A                | 東京五輪音頭                                  | 宮田隆                                | 古賀政男                 | ダニー飯田       | 三波春夫、三橋美智也、橋幸夫らと競作。 |
| 1963年6月                         | JP-1581          | 坂本九              | B                | 前向きで行こう                                | 三木鶏郎                              | 三木鶏郎                 | 三木鶏郎         | |
| 1963年7月                         | JP-5208          | 九重佑三子          | A                | ポッカリ歩こう                                |                                       |                          |                  | |
| 1963年7月                         | JP-5208          | 増田多夢 九重佑三子 | B                | ヘイ・ポーラ                                  | レイ・ヒルデブランド 訳：みナみカズみ | レイ・ヒルデブランド     |                  | 田辺靖雄・梓みちよによるカバー・シングルが同年に先行リリース                                                                                      |
| 1963年7月                         | JP-5233          | 九重佑三子          | A                | レッツゴー・ステディ・アゲン                  |                                       |                          |                  | |
| 1963年7月                         | JP-5233          | 増田多夢            | B                | さすらいの夜の街                              |                                       |                          |                  | |
| 1963年7月                         | JP-5245          | 九重佑三子 佐野修   | A                | ミスター・ベースマン                          | ジョニー・シンバル 訳：みナみカズみ   | ジョニー・シンバル       |                  | ジョニー・シンバルのカバー |
| 1963年7月                         | JP-5245          | 佐野修              | B                | 悲しき雨音                                    | ジョン・クラウド・ガモー 訳：佐野修   | ジョン・クラウド・ガモー |                  | カスケーズのカバー |
| 1963年9月                         | JP-5249          | 増田多夢            | A                | 悲しきカンガルー                              |                                       |                          |                  | |
| 1963年9月                         | JP-5249          | 増田多夢            | B                | サーフ・シティ                                |                                       |                          |                  | |
| 1963年10月                        | JP-5257          | 坂本九              | A                | 九ちゃんの炭坑節                              |                                       |                          | 中村八大         | |
| 1963年10月                        | JP-5257          | 坂本九              | B                | オールナイトで踊れたら                        | ホセしばざき                          | Lerner・F.Loewe          | 中村八大         | ミュージカル『マイ・フェア・レディ』劇中歌をカバー。                                                                                              |
| 1964年2月                         | TR-1016          | 佐野修 増田多夢     | A                | ワシントン広場の夜は更けて                    |                                       |                          |                  | |
| 1964年2月                         | TR-1016          | 九重佑三子          | B                | ロリーポップ・リップス                        |                                       |                          |                  | |
| 1964年3月                         | TR-1049          | 富松千代志          | A                | 僕のマシュマロちゃん                          |                                       |                          |                  | |
| 1964年3月                         | TR-1049          | 九重佑三子          | B                | ハートでキッス                                |                                       |                          |                  | |
| 1964年4月                         | TR-1069          | 増田多夢            | A                | 浮気娘                                        |                                       |                          |                  | |
| 1964年4月                         | TR-1069          | 九重佑三子          | B                | ネイビー・ブルー                              |                                       |                          |                  | |
| 1964年6月                         | TR-1101          | 九重佑三子          | A                | 道はとこしえに                                |                                       |                          |                  | |
| 1964年6月                         | TR-1101          | 赤木良輔            | B                | ヒピ・ヒピ・シェイク                          |                                       |                          |                  | |
| 1964年8月                         | TR-1117          | 増田多夢            | A                | ハロー・ドリー                                |                                       |                          |                  | |
| 1964年8月                         | TR-1117          | 赤木良輔            | B                | ロミオとジュリエット                          |                                       |                          |                  | |
| 1964年                            | TR-1141          | 坂本九              | A                | 九ちゃんのジングルベル                        | 訳：ホセ・しばさき                    | J. マークス              | ダニー飯田       | |
| 1964年                            | TR-1141          | 坂本九              | B                | 赤鼻のトナカイ                                | 新井宣夫                              | ケラー                   | ダニー飯田       | |
| 1964年11月                        | TP-1018          |                     | A                | 朝日のあたる家                                | 日本語詞：漣健児                      |                          |                  | 作者不詳のアメリカ合衆国の伝統的なフォーク・ソング。 1964年にアニマルズによりヒットした。                                                         |
| 1964年11月                        | TP-1018          | 赤木良輔            | B                | シィズ・マイ・ガール                          |                                       |                          |                  | |
| 1965年1月                         | TP-1032          | 増田多夢            | A                | エヴァー・グリーン・トゥリー                  |                                       |                          |                  | |
| 1965年1月                         | TP-1032          | 増田多夢            | B                | 野のユリ                                      |                                       |                          |                  | |
| 1965年5月                         | TP-1079          | 増田多夢            | A                | ブルー・レディに紅いバラ                      |                                       |                          |                  | |
| 1965年5月                         | TP-1079          | 佐野修              | B                | 恋のダイアモンド・リング                      |                                       |                          |                  | |
| 1965年5月                         | TP-1081          | 富松千代志          | A                | ブルー・シックスティーン                      |                                       |                          |                  | |
| 1965年5月                         | TP-1081          | 富松千代志          | B                | キング・オブ・ザ・ロード                      |                                       |                          |                  | |
| 1965年8月                         | TP-1118          | 富松千代志          | A                | コンクリート・アンド・クレイ                  |                                       |                          |                  | |
| 1965年8月                         | TP-1118          | 富松千代志          | B                | リーリン・アンド・ロッキン                    |                                       |                          |                  | |
| 1966年1月                         | TP-1198          | 増田多夢            | A                | シン・タアム・ビエタ                          |                                       |                          |                  | |
| 1966年1月                         | TP-1198          | 富松千代志          | B                | 夢見る二人                                    |                                       |                          |                  | |
| 1966年5月                         | TP-1227          |                     | A                | 孤独の世界                                    |                                       |                          |                  | |
| 1966年5月                         | TP-1227          | 富松千代志          | B                | 涙の小径                                      |                                       |                          |                  | |
| クラウンレコード                  |                  |                     |                  |                                               |                                       |                          |                  | |
| 1966年                            | CW-566           | 唱田久美子          | A                | 恋のオカリナ                                  |                                       |                          |                  | |
| 1966年                            | CW-566           | 唱田久美子          | B                | 遠くで愛して                                  |                                       |                          |                  | |
| 1966年12月                        | CW-591           | 増田多夢            | A                | ひかげ者                                      | 星野哲郎                              | たなかとしを             | 小杉仁三         | |
| 1966年12月                        | CW-591           | 唱田久美子          | B                | 土曜はきらい                                  |                                       |                          |                  | |
| 1967年                            | CW-643           |                     | A                | 星空のアイドル                                |                                       |                          |                  | |
| 1967年                            | CW-643           |                     | B                | すずらん                                      |                                       |                          |                  | |
| 1967年                            | CW-712           | 十田敬三            | A                | 辛い別れ                                      |                                       |                          |                  | |
| 1967年                            | CW-712           | 十田敬三            | B                | 好きなのよ                                    |                                       |                          |                  | |
| 1967年                            | MW-3             |                     | A                | がんばれ仔ガッパ                              |                                       |                          |                  | 映画『大巨獣ガッパ』挿入歌。 片面は、美樹克彦の「大巨獣ガッパ」。                                                                                 |
| 1967年                            |                  | 増田丈二            | A                | 黒い上着                                      |                                       |                          |                  | |
| 1967年                            | B                | 増田丈二            | さすらいの男     |                                               |                                       |                          |                  | |
| 1968年                            | CW-871           |                     | A                | 甲府ブルース                                  |                                       |                          |                  | 当初は「命をかけて」がA面。 |
| 1968年                            | CW-871           |                     | B                | 命をかけて                                    |                                       |                          |                  | |
| 1969年                            | PW-61            | 増田多夢            | A                | ロマンチカ・ラ・神戸                          |                                       |                          |                  | |
| 1969年                            | PW-61            | 増田多夢            | B                | ユメ・夢・ゆめ                                |                                       |                          |                  | |
| 1970年                            |                  |                     | A                | 銀の夜                                        |                                       |                          |                  | |
| 1970年                            | 風見博           | B                   | 出稼ぎのうた     |                                               |                                       |                          |                  | |
| CBS・ソニー                       |                  |                     |                  |                                               |                                       |                          |                  | |
| 1970年                            | SONA-86147       |                     | A                | 飛べない小鳥                                  |                                       |                          |                  | ミッチーとパラキン名義 |
| 1970年                            | SONA-86147       |                     | B                | お願いそっとしておいて                        |                                       |                          |                  | ミッチーとパラキン名義 |
|                                   |                  |                     | B                | 緑の島 （グリーン・アイランド）               |                                       |                          |                  | 東京男声合唱団の「沖縄の星」のB面。上原康恒の応援歌。                                                                                             |
| ワーナー/アトランティックレコード |                  |                     |                  |                                               |                                       |                          |                  | |
| 1977年                            | L-163A           |                     | A                | パラキンのサーフィン'77                       |                                       |                          |                  | |
| 1977年                            | L-163A           | 梅谷佳代 佐野修     | B                | ミスター・ベースマン                          |                                       |                          |                  | |
| 1978年                            | L-213A           |                     | A                | パラキンのサーフ・ボンボン                    |                                       |                          |                  | |
| 1978年                            | L-213A           | 梅谷佳代 佐野修     | B                | ミスター・ベースマン                          |                                       |                          |                  | |
| オレンジハウスレコード            |                  |                     |                  |                                               |                                       |                          |                  | |
| 1980年                            | ORF-129          |                     | A                | だ・い・て                                    | 山口洋子                              | 平尾昌晃                 | 薗広昭           | |
| 1980年                            | ORF-129          |                     | B                | WHAT A BEAUTIFUL NIGHT                        |                                       |                          |                  | |

### アルバム
| 発売日                 | 品番             | アルバム | メンバー                                                                                       |
| ビクターレコード       | ビクターレコード | ビクターレコード | ビクターレコード                                                                               |
| ---------------------- | ---------------- | --- | ---------------------------------------------------------------------------------------------- |
| 1959年9月              | LV-80            | ジューク・ボックスで逢いましょう Side:A 1. パラダイスキングソング 2. 何もいらない俺だけど 3. 小さな花 4. 人を恋うる唄 5. 淋しい片想い 6. 木曽節 Side:B 1. ハワイアン・ウェディング・ソング 2. キサス・キサス 3. キャンデー・キッセス 4. サックドレスじゃ踊れない 5. ドラム・ブギー | ダニー飯田、佐野修、上野保夫、増田多夢、石田智、石川進、ジョージ大塚、坂本九                   |
| 1960年3月              | LV-117           | パラダイスキングは唄う（今夜は泣かないぜ） Side:A 1. 今夜は泣かないぜ 2. 儚く消えた恋 3. 想い出のLP 4. もう恋なんて Side:B 1. 男ごころ 2. とても可愛い娘 3. 並木のお月さん 4. 二人のシルエット | ダニー飯田、佐野修、上野保夫、増田多夢、石田智、石川進、ジョージ大塚、坂本九                   |
| 東芝レコード           |                  | |                                                                                                |
| 1961年2月              | JPO-1080         | 九ちゃんとパラキン Side:A 1. 悲しき六十才(ムスターファ) 2. ビキニスタイルのお嬢さん 3. 遥かなるアラモ 4. GJブルース Side:B 1. 夢のナポリターナ 2. ステキなタイミング 3. 砂漠の恋の物語 4. 恋のホームタウン | ダニー飯田、佐野修、上野保夫、増田多夢、石田智、石川進、坂本九、国宗可和                       |
| 1961年6月              | JPO-1102         | 加代ちゃん パラダイスで唄う Side:A 1. バリバリの浜辺で 2. 小さな竹の橋 3. カイマナ・ヒラ 4. ブルー・ムー・ムー 5. パイナップル・プリンセス Side:B 1. ブルー・ハワイ 2. ワイキキの浜辺 3. 珊瑚礁の彼方 4. ハワイアン・ホスピタリティ～ - ナ・レ・オ・ハワイ～ - ミネハハの滝～ - アロハ・オエ | ダニー飯田、佐野修、上野保夫、増田多夢、石田智、石川進、国宗可和 ゲスト・森山加代子            |
| 1961年8月              | JPO-1117         | 九ちゃんとパラキン 第二集 Side:A 1. 九ちゃんのズンタタッタ 2. 悲しきあしおと 3. パラキンのスクスク 4. 月夜に歩けば Side:B 1. カレンダー・ガール 2. それが悩みさ 3. アパッチ 4. おんぼろ汽車ポッポ | ダニー飯田、佐野修、上野保夫、増田多夢、石田智、石川進、国宗可和、坂本九                       |
| 1962年3月              | JPO-1171         | 九ちゃんとパラキン 第三集 Side:A 1. 九ちゃん音頭 2. モデル・ガール 3. 16個の角砂糖 4. ウォーク・オン・ボーイ Side:B 1. 上を向いて歩こう 2. 電話でキッス 3. 何処かでだれかが 4. あの娘の名前はなんてんかな | ダニー飯田、佐野修、上野保夫、増田多夢、石田智、石川進、国宗可和、坂本九                       |
| 1962年3月              | JPO-1174         | タムとオサムとキューピー Side:A 1. ロッカ・フラ・ベイビー 2. ホワイ 3. ペピト 4. 16個の角砂糖 Side:B 1. 元気出せジャック 2. カプチーナ 3. 月影のなぎさ 4. この世は闇さ | ダニー飯田、佐野修、上野保夫、増田多夢、石田智、石川進、国宗可和                               |
| 1962年5月              | JPO-1***         | スウィンギン・スチール・ギター ※ モノラル盤とステレオ盤を同時発売 Side:A 1. フラを教えて 2. 月の夜は 3. ワイキキの浜べ 4. 七つの海の天国 Side:B 1. がちゃ目の酋長さん 2. カウラナ・オ・ヒロ・ハナカイ 3. スー・シティー・スー 4. コハラ・マーチ | ダニー飯田、佐野修、上野保夫、増田多夢、石田智、石川進、ジョージ大塚                           |
| 1962年5月              | JPO-1***         | ハワイアン・パラダイス・キング Side:A 1. ハワイアン・パラダイス 2. ナニ・ワイメア 3. ナ・ヴィリヴィリ 4. お手手みつめて Side:B 1. タ・フワフワイ 2. フラを教えて 3. レアヒ 4. アカカの滝～フェアウェル | ダニー飯田、佐野修、上野保夫、増田多夢、石田智、石川進、ジョージ大塚                           |
| 1963年7月              | JPO-1314         | パラダイス・キング・ヒット・パレード Side:A 1. 悲しき雨音 2. ミスター・ベースマン 3. シェリー 4. ポッカリ歩こう Side:B 1. ヘイ・ポーラ 2. レッツ・ゴー・ステディ・アゲン 3. 悪いのはあなた 4. 悲しき笑顔 | ダニー飯田、佐野修、上野保夫、増田多夢、石田智、ジョージ大塚、九重佑三子                       |
| 1963年12月             | JLP-3007         | パラダイス・キング・ヒット・アルバム Side:A 1. シェリー 2. ミスター・ベースマン 3. ヘイ・ポーラ 4. 悲しき雨音 5. 恋のやせがまん 6. ブルージンのヴィーナス Side:B 1. 悲しきカンガルー 2. ポッカリ歩こう 3. レッツ・ゴー・ステディ・アゲン 4. 悪いのはあなた 5. ワン・ラスト・キス 6. サーフ・シティ | ダニー飯田、佐野修、上野保夫、増田多夢、石田智、ジョージ大塚、九重佑三子                       |
| オレンジハウスレコード |                  | |                                                                                                |
| 1981年                 | ORF-8002         | ポップン・ロール・パラダイス (BOYS' SIDE) 1. イントロダクション～レッド・リバー・ロック 2. リトル・ダーリン 3. ママ・ギター 4. ローハイド 5. ライオンは寝ている 6. サマー・ホリディ 7. ポップン・ロール・メドレー - ロック・アラウンド・ザ・クロック - ミーン・ウーマン・ブルース - セイ・ママ - グッド・ガリー・ミス・モーリー - ヒッピ・ヒッピ・シェイク～ダイナマイト - のっぽのサリー - 愛しておくれ - ジェニー・ジェニー - フジヤマ・ママ - ジョニーB.グッド (GIRLS' SIDE) 1. 大人になりたい 2. ボーイ・ハント 3. レモンのキッス 4. ネービー・ブルー 5. ジョニー・エンジェル 6. 砂に消えた涙 7. エンディング～この世の果てまで | ダニー飯田、佐野修、梅谷佳代、清水昭策、大島輝三、森敬司、安田一平                             |
| 1987年                 |                  | This is Kauai - Welcome to Paradise ※ カセットテープ 1. Beautiful Kaua 2. Hanalei Moon 3. Aloha Kauai I love You 4. Island of my Dream(Vo:早見龍人) 5. Pua Olena 6. Paradise 7. This is Kauai(Vo:麻田梨加) 8. Just Say Aloha 9. My love Kauai.Kauai’s on my mind(Vo:佐野 修) 10. Hawaiian Wedding Song 11. Kaimana Hila | Inst: Danny 飯田)/And more.. Produced by Danny Iida. /A. Umezu/ Executive Produser: Hugo Aoki. |
| 1995年                 |                  | Singing For You 1. Opening Theme Song 2. 愛しさクレッシェンド 3. 50'S～60'S 4. Sherry, My Love 5. あの頃の私達 6. パパのロックンロール 7. Paradise 8. Just Say Aloha 9. 終わる事のないSummertime 10. Those Dear Golden Days 11. Let's Go, My Friends 12. 二人だけのEVE～Ending Theme Music | ダニー飯田、佐野修、麻田梨加、梅本敏之、上西亨太郎、天満久、麻見和也                           |
| 1996年                 |                  | PARADISE CLUB 1. パラダイスウィンド 2. パパのロックンロール 3. ボーイフレンド 4. 星の王女様 5. SEA-GULL 6. SLOW DOWN 7. ひとりでシャトル 8. Mr. KILLER 9. シェリーマイラブ 10. 恋する気分で 11. パラダイスウインド（リプライズ） | ダニー飯田、佐野修、麻田梨加、梅本敏之、上西亨太郎、天満久、麻見和也                           |

## 主な出演作品

### 映画
- すべてが狂ってる（1960年日活、鈴木清順監督）
- 悲しき六十才
- アワモリ君売出す（1961年東宝、古澤憲吾監督） - 本人
- アワモリ君乾杯!（1961年東宝、古澤憲吾監督） - ギャングの子分（佐野、上野、増田、石川）
- アワモリ君西へ行く（1961年宝塚映画、古澤憲吾監督） - 「轟商事」大阪支社社員（佐野、上野、増田、石川）
- 上を向いて歩こう（1962年日活、舛田利雄監督） - 運送店員
- 若い季節（1962年東宝、古澤憲吾監督） - 「トレビアン化粧品」宣伝部員（飯田、大塚、佐野、増田、石田、上野）
- 九ちゃん音頭
- パラキンと九ちゃん　申し訳ない野郎たち
- 九ちゃん刀を抜いて
- ハイウェイの王様
- ガリバーの宇宙旅行（1965年東映動画、黒田昌郎監督） - 紫の星の科学者たち

### テレビドラマ
- 若い季節（1961年 - 1964年、NHK）

## NHK紅白歌合戦出場歴
| 年度/放送回               | 曲目               | 対戦相手         |
| ------------------------- | ------------------ | ---------------- |
| 1962年（昭和37年）/第13回 | グッドバイ・ジョー | トリオこいさんず |